# Hundheim (Offenbach-Hundheim)
Hundheim ist der kleinere von zwei Ortsteilen der Ortsgemeinde Offenbach-Hundheim im Landkreis Kusel in Rheinland-Pfalz. Bis 1969 war er eine selbständige Gemeinde.

## Lage
Hundheim liegt im Nordpfälzer Bergland im südlichen Gemeindegebiet. Durch das Siedlungsgebiet verläuft der Talbach, der anschließend von rechts in den Glan mündet.

## Geschichte
Bis Ende des 18. Jahrhunderts gehörte Hundheim zur Rheingrafschaft.
Von 1798 bis 1814, als die Pfalz Teil der Französischen Republik (bis 1804) und anschließend Teil des Napoleonischen Kaiserreichs war, war der Ort in den Kanton Lauterecken eingegliedert und war Sitz einer Mairie, die zusätzlich Aschbach, Gumbsweiler, Hachenbach, Hinzweiler und Nerzweiler umfasste. 1815 hatte die Gemeinde insgesamt 191 Einwohner. Im selben Jahr wurde der Ort Österreich zugeschlagen. Bereits ein Jahr später wechselte der Ort in das Königreich Bayern. Von 1818 bis 1862 war Hundheim Bestandteil des Landkommissariat Kusel, das anschließend in ein Bezirksamt umgewandelt wurde.
1939 wurde der Ort in den Landkreis Kusel eingegliedert. Nach dem Zweiten Weltkrieg wurde Hundheim innerhalb der französischen Besatzungszone Teil des damals neu gebildeten Landes Rheinland-Pfalz. Im Zuge der ersten rheinland-pfälzischen Verwaltungsreform wurde der Ort, der damals 390 Einwohner zählte, am 7. Juni 1969 mit dem benachbarten Offenbach am Glan zur neuen Ortsgemeinde Offenbach-Hundheim zusammengelegt.

## Kultur
Mit der dem Alban von Mainz geweihten Hirsauer Kirche, dem Schulhaus, einer Hofanlage und einem Kriegerdenkmal befinden sich vor Ort insgesamt vier Objekte, die unter Denkmalschutz stehen.

## Infrastruktur
1904 entstand im benachbarten Offenbach der Bahnhof Offenbach-Hundheim an der Glantalbahn. Der Personenverkehr endete 1985, der Güterverkehr kam einige Jahre später ebenfalls zum Erliegen. Durch Hundheim verläuft außerdem die Landesstraße 372.